# Forêt sacrée Vazoun
La forêt de Vazoun est une forêt sacrée située dans la commune d'Adjohoun, au Bénin. Elle fait partie des nombreuses forêts sacrées du sud du pays, enracinées dans la tradition vaudou, et représente un élément majeur du patrimoine naturel de la vallée de l'Ouémé. 

## Localisation
Également connue sous le nom de Yèssikpèzoun, la forêt sacrée Vazoun se situe dans le village de Gla, dans l’arrondissement de Démè, commune d’Adjohoun, département de l’Ouémé. Cette forêt, composée d’arbres de grande et petite taille, occupe une superficie estimée entre un et deux hectares.

## Histoire
Cette forêt abrite l'autel de la divinité Va ou Yèssikpè. Chaque année, il est organisé des cérémonies d'hommage.

## Collections
La composition floristique de cette forêt est diversifiée. C'est un support pédagogique dans la connaissance de l'écosystème local  d'Adjohoun en général. En témoigne la présence de nombreuses espèces de plantes médicinales pour la médecine traditionnelle africaine dont: Atawètin, Yèdètin, Ganwoutin, Woutin, Houssoutin, Kpatin, Hysope africaine, Dadatin. On y trouve une diversité d'animaux. La forêt de Vazoun réunit les bonnes conditions structurales, de diversité floristique, de ressource alimentaire et d’humidité. Mais elle est très peu fréquentée par le singe à ventre rouge,. 

### Note
- (fr) Cet article est partiellement ou en totalité issu de l’article de Wikipédia en français intitulé « Forêt sacrée Vazoun » (voir la liste des auteurs).